# 落第はしたけれど
『落第はしたけれど』（らくだいはしたけれど）は、1930年（昭和5年）4月11日公開の日本映画である。松竹キネマ製作・配給。監督は小津安二郎。モノクロ、スタンダード、サイレント、77分。
大学を卒業しても就職口がないという深刻な社会状況を背景に、学生生活をエンジョイしている落第生を描いたコメディ作品で、1週間で撮影された。ハロルド・ロイドの『ロイドの人気者』の影響を始め、小津のアメリカ映画への傾倒ぶりも随所に見られる。小津作品で初めて笠智衆が目立つ役で出演している。初回興行は帝国館。現在、東京国立近代美術館フィルムセンターがフィルムを所蔵している。

## あらすじ
学生の高橋らは、試験地獄と闘っている。試験の1日目に、彼らはカンニングしようとするが失敗する。その夜、高橋は今度こそはと解答を自分のシャツに書いたが、下宿のおばさんがそれを洗濯屋に渡してしまう。結局、彼らは落第してしまうが、卒業した連中も職が見つからず学校にまた戻りたいと思う。そして、高橋たちは新学期を迎えて再び大学の門をくぐるのだった。

## スタッフ
- 監督・原案：小津安二郎
- 脚本：伏見晁
- 撮影・編集：茂原英雄
- 撮影補助：厚田雄春
- 監督補助：佐々木康、九里林稔
- 舞台設計：脇田世根一、小川二郎
- 配光：中島利光
- 衣裳：鈴木文次郎
- 現像焼付：増谷麟

## キャスト
- 学生高橋：斎藤達雄
- おかね：二葉かほる
- その息子銀坊：青木富夫
- 教授一：若林広雄
- 教授ニ：大国一郎
- 小夜子：田中絹代
- 落第生大村：横尾泥海男
- 落第生小池：関時男
- 落第生石川：三倉博
- 落第生応援団：横山五郎
- 及第生杉本：月田一郎
- 及第生服部：笠智衆
- 及第生横山：山田房生
- 及第生鈴木：里見健児